# Philenora obliquata
Philenora obliquata är en fjärilsart som beskrevs av Lucas 1890. Philenora obliquata ingår i släktet Philenora och familjen björnspinnare. Inga underarter finns listade i Catalogue of Life.